# Dinastie chassidiche
Una dinastia chassidica è una dinastia di leader spirituali chassidici noti come rebbe, e di solito hanno alcune o tutte delle seguenti caratteristiche:
1. Eredi della dinastia sono i leader spirituali, spesso conosciuti come ADMOR[2] (abbreviazione di  ADoneinu MOreinu Rabeinu - "nostro signore, nostro maestro e nostro rabbino") o semplicemente Rebbe (o "il Rebbe") e a volte chiamato il "Ruv" ("il rabbi") e riferito in italiano come il "Gran Rabbino";
2. Continua oltre la vita del leader iniziale per successione, usualmente da un discendente della famiglia;
3. È di solito chiamata con un nome di città importante dell'Europa orientale dove il fondatore era nato o ha vissuto, o dove il gruppo ha iniziato a crescere e prosperare;
4. Ha, o ha avuto un tempo, dei seguaci che, attraverso le epoche, hanno continuato a seguire i leader (rebbe) successivi o potrebbero continuare come gruppo anche senza un leader, osservando i precetti del fondatore defunto.

## Lista di dinastie chassidiche rinomate
Questa lista è suscettibile di variazioni e potrebbe essere incompleta o non aggiornata.

### Dalla Russia
- Chabad-Lubavitch - Chabad (חב"ד) è un acronimo ebraico di Chochmah, Binah, Da'at (in ebraico חָכְמָה, בִּינָה, דַּעַת‎?) che significano Saggezza, Comprensione e Conoscenza.[3] Lubavitch è l'unica branca esistente di una famiglia di sette chassidiche conosciute un tempo collettivamente come Movimento Chabad: i nomi vengono ora usati in maniera intercambiabile. Un membro dello Chabad può venir chiamato sia "Chabadnik" (in ebraico חב"דניק‎?) o anche "Lubavitcher" (in yiddish ליובאוויטשער). Questo movimento prese il nome da Lyubavichi, la città russa che gli servì da base per più d'un secolo. Conta oltre 200.000 membri,[4][5]
- Černobyl' - Dinastia chassidica fondata dal Gran Rabbino Menachem Nachum Twersky, noto col nome della sua opera "Meor Einayim (la luce degli occhi). La dinastia è chiamata col nome della città ucraina di Černobyl', dove Rabbi Nachum servì come magghid ("predicatore [comunitario]").

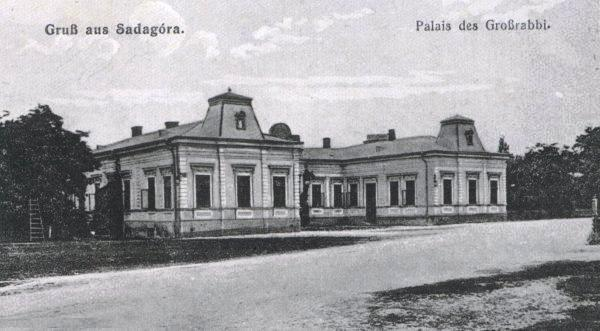
Veduta parziale del palazzo dove risiedeva il Rebbe Ruzhiner Rebbe a Sadigura (Ucraina)

- Hornsteipl - dinastia fondata da Rebbe Yaakov Yisroel Twerski. Hornsteipl è il nome yiddish di Hornostaypil, una città nell'Ucraina odierna. È una branca delle dinastie Černobyl' e Anipoli che risalgono al XIX secolo.
- Makarov - fondata dal Rebbe Menachem Nochum Twerski della dinastia Černobyl'. Makarov è il nome yiddish di Makariv, città nell'Ucraina odierna.
- Monistritch - Rabbi Mordchai Rosen era il decano e gran rabbino del villaggio di Monistrich, noto come Monastyryšče in ucraino, una città che oggi si trova nell'Oblast' di Čerkasy (provincia) dell'Ucraina. Morì durante l'Olocausto e lasciò i figli Rabbi Nachman e Rabbi Froim, che sopravvissero. La sua biografia è presente in numerosi libri religiosi, tra cui "Ner Nachman".
- Rachmastrivka - dinastia chiamata col nome della cittadina ucraina Rotmistrivka. È un ramo della dinastia Černobyl' che risale al XIX secolo. Il fondatore è stato, Rebbe Yochanan Twersky, noto per la sua umiltà, genero di Rabbi Pinchos di Kalk. Deceduto il 4 Nisan 5655 (1895) a Rachmastrivka.[6][7] Ci sono attualmente due rebbe a guida di questa dinastia, le cui sedi sono a Borough Park, Brooklyn, New York e a Gerusalemme, Israele. Il rebbe di Gerusalemme è nipote di quello di Borough Park, poiché il precedente rebbe a Israele morì nel 2004 e suo figlio ne prese il posto.

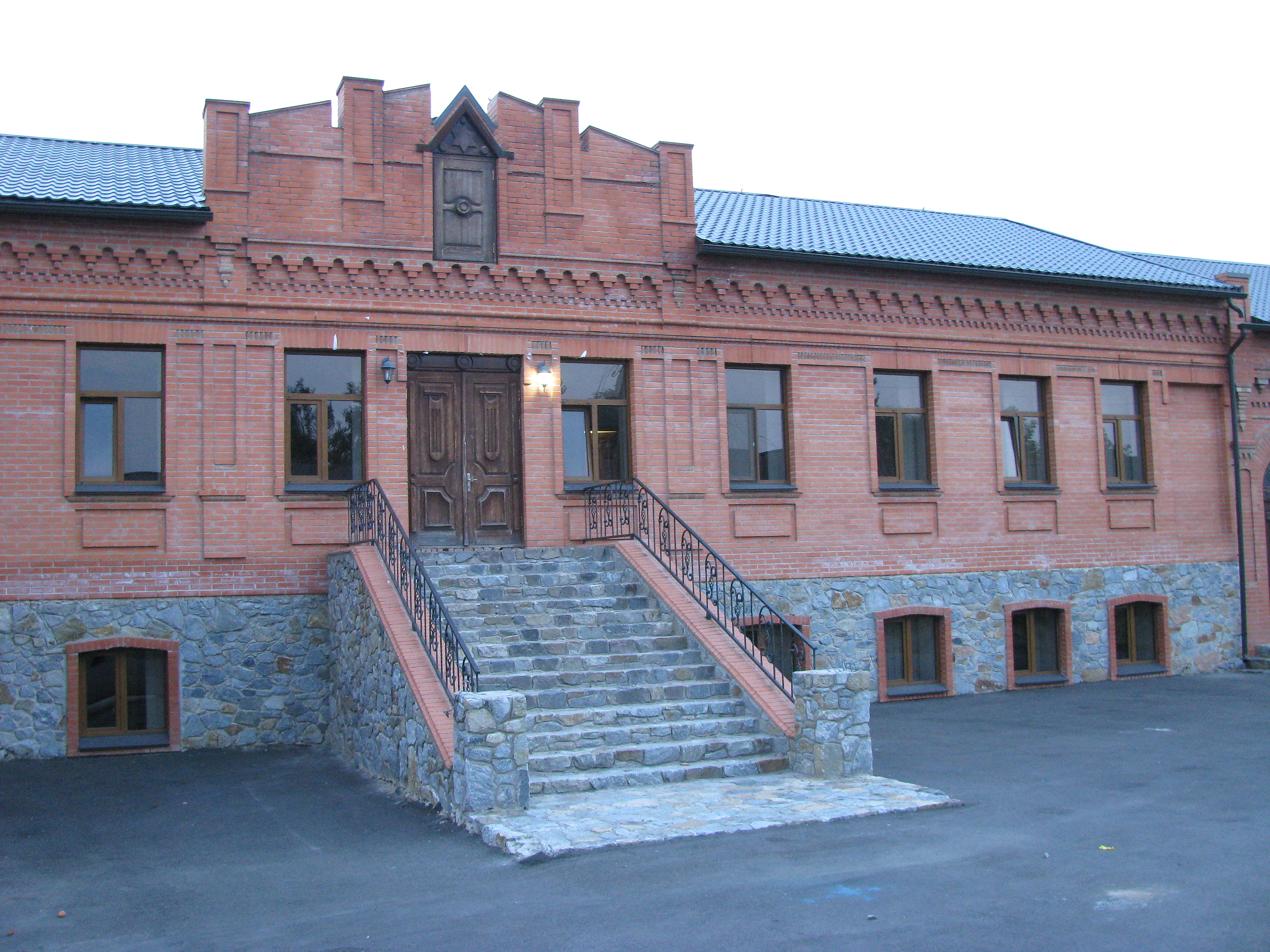
Sinagoga di Skver, restaurata nel 2004

- Ruzhin - nome della dinastia fondata da Rabbi Yisroel Friedman (1796-1850) nella città di Ruzhyn (Ucraina), odiernamente un insediamento urbano nell'Oblast' di Žytomyr. Friedman fu il primo e ultimo Rebbe Ruzhiner, ma i suoi figli e nipoti fondarono ognuno la propria dinastia, collettivamente conosciute come il "Casato di Ruzhin". Tali dinastie, che seguono la tradizione del Rebbe Ruzhiner, sono: la Bohush, la Boyan, Chortkov, Husiatyn, Sadigura e la Shtefanesht. Le dinastie di Vizhnitz e Vasloi sono connesse (e imparentate) al Rebbe Ruzhiner tramite le sue figlie.
- Skver - fondata da Rebbe Yitzchok Twerski nella cittadina di Skver (nome in yiddish, ma nota come Skvira nell'odierno Oblast' di Kiev). I suoi seguaci si chiamano Chassidim Skverer. La dinastia è una branca della Černobyl' e il suo fondatore è noto anche con l'appellativo Reb Itzikl - uno degli otto figli di Rabbi Mordechai, Magghid di Černobyl'. Un ramo importante di questa dinastia è guidata dal Gran Rabbino Duvid Twersky ed è basata a New Square, New York.
- Tolne - Ramo della dinastia Černobyl'.

### Dalla Polonia

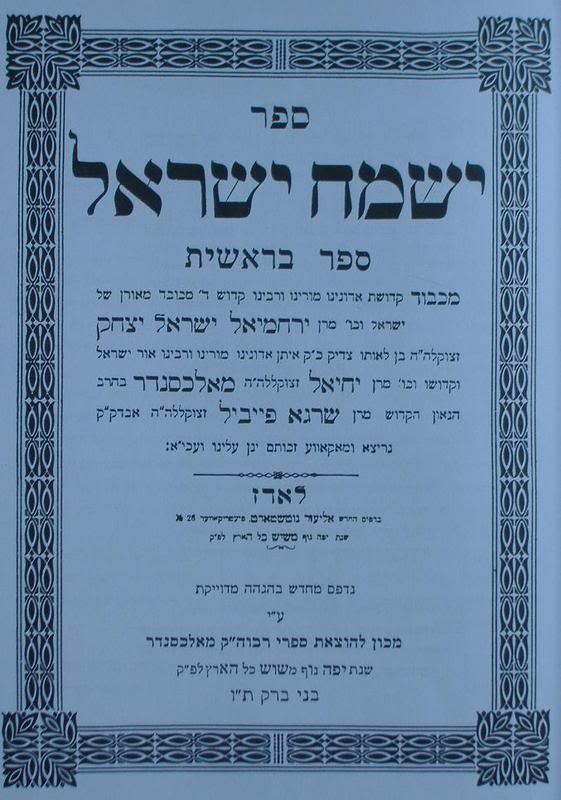
Frontespizio del libro Aleksander Yismach Yisroel

- Aleksander (anche Alexander, in ebraico אלכסנדר‎?) - Il movimento chassidico Aleksander si sviluppò in Polonia dal 1880 fino a che fu in gran parte distrutto dai nazisti durante la seconda guerra mondiale. La dinastia viene chiamata col nome della città d'origine, Aleksandrow Lodzki, in Polonia (circa quarantacinque kilometri da Łódź), che si chiamava Aleksander in yiddish. Prima dell'Olocausto, il Chassidismo Aleksander era il più grande gruppo chassidico nella Polonia prima della Shoah, ed era composto da artigiani, mercanti, e portatori d'acqua, piuttosto che dall'élite di studiosi talmudici e dai ricchi, che invece si univano alla dinastia Ger. Come il resto degli ebrei polacchi, quasi tutti i chassidim Aleksander furono uccisi nell'Olocausto. La filosofia di Aleksander si può consultare nel libro Yismach Yisroel (1911).
- Amshinov - fondata da Rabbi Yaakov Dovid Kalish, è un ramo della dinastia Vurka e prende il nome yiddish della cittadina polacca Mszczonów.
- Apt - nome della dinastia chassidica di Ebraismo Haredi fondata da Rabbi Avraham Yehoshua Heshel di Apt (Opatów, Voivodato della Santacroce), popolarmente noto come il Rebbe Apter o Apter Rov, nato a Zhmigrid (Distretto di Jasło), Polonia nel 1748 e morto a Mezhbizh, Impero russo, nel 1825.

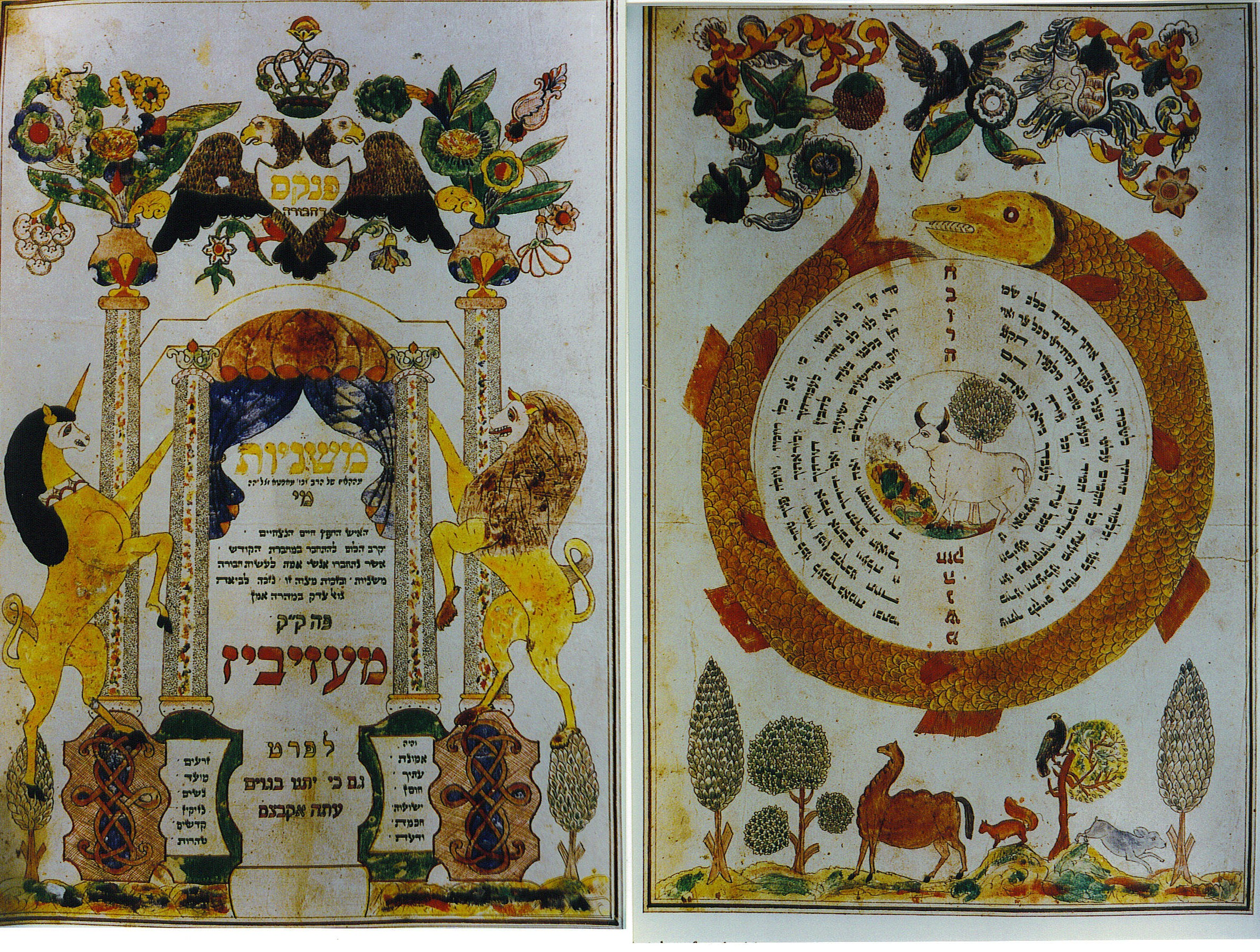
Pagine miniate delle pinkas ("minute") della Società Mishnah del Rebbe Apter, Mezhbizh, 1840 ca.

- Ashlag - fondata da Rebbe Yehuda Leib Haleivi Ashlag di Varsavia, Polonia.[8] Sebbene la maggioranza delle dinastie chassidiche sia chiamata secondo il rispettivo luogo di origine, questa dinastia è conosciuta col cognome dei suoi rebbe. Lignaggio: Rebbe Yehuda Leib Haleivi Ashlag (1885–1954) → Rebbe Shlomo Binyomin Haleivi Ashlag (1906–1983) figlio di Rebbe Yehuda Leib → Rebbe Yechezkel Yosef Haleivi Ashlag, figlio di Rebbe Shlomo Binyomin e rebbe corrente → Rebbe Simcha Avrohom Haleivi Ashlag, (1948- ) figlio di Rebbe Shlomo Binyomin e rebbe corrente → Rebbe Boruch Sholom Haleivi Ashlag (1907–1991) figlio di Rebbe Yehuda Leib.
- Biala (o Byala, Biale) - con radici in Polonia, i rebbe di Biala discendono da Rabbi Yaakov Yitzchok Rabinowicz, noto come lo Yid Hakodosh ("L'Ebreo Santo").
- Chentshin - fondata da Rebbe Chayim Shmuel Szternfeld. Chentshin è il nome yiddish di Chęciny, cittadina dell'odierno Distretto di Kielce in Polonia. Rebbe Szternfeld era un discendente del Rebbe Yaakov Yitzchak Horowitz di Lublino. Noto per il suo grande amore per la terra d'Israele, teneva un orologio in casa che segnava l'orario in Israele. Gli succedette il rebbe di Ozherov, cosicché Rabbi Moshe Yechiel Halevi Epstein (prima) e Rabbi Tanchum Becker (dopo) sono i rebbe di Ozherov-Chenchin.

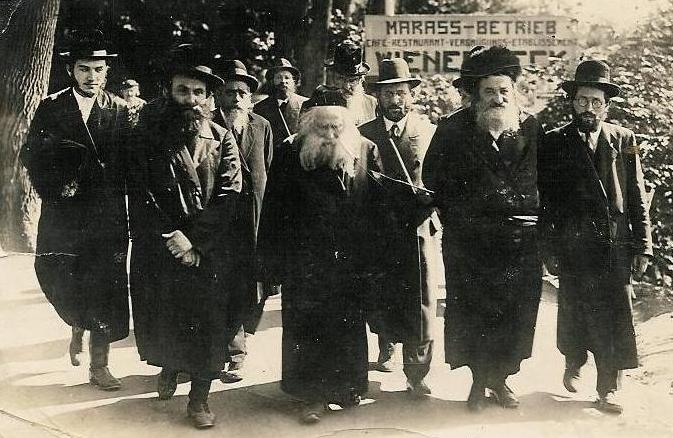
Rabbi Avraham Mordechai Alter con i suoi discepoli in vacanza in Europa

- Ger - originatasi da Ger, nome yiddish della cittadina di Góra Kalwaria, nel Voivodato della Masovia (Polonia). Prima dell'Olocausto, fu forse il maggiore gruppo chassidico della Polonia.[9][10] Oggi è una delle dinastie più grandi del mondo, basata a Gerusalemme.[10] I rebbe che la guidano hanno il cognome di Alter. Il fondatore di questo gruppo fu Rabbi Yitzchak Meir Alter (1798–1866), conosciuto come il Chiddushei HaRim dal titolo della sua opera prima.
- Grodzhisk - fondata da Rebbe Elimelech Szapira, autore di Imrei Elimelech. Grodzhisk è lo yiddish di Grodzisk Mazowiecki, città polacca a 30 km da Varsavia.
- Izhbitza - primo rebbe di questa dinastia fu Mordechai Yosef Leiner, (1801-1854[11]) autore di Mei Hashiloach, nella città di Izhbitza ("Izhbitza" è lo yiddish di Izbica, nella Polonia odierna). Rabbi Mordechai Yosef fondò la sua dinastia nell'anno ebraico 5600 (1839), staccandosi dal gruppo di Rabbi Menachem Mendel di Kotzk. Suo figlio e successore, Rabbi Yaakov Leiner di Izhbitza, si trasferì a Radzin e quindi oggigiorno la dinastia è conosciuta anche come la "Dinastia Radziner". Il terzo rebbe, Rabbi Gershon Henoch Leiner di Radzin, istituì nuovamente l'uso delle Tekhelet (filo blu) nei Tzitzit. le opere più note di questi rebbe Izhbitzer-Radziner sono: Mei Hashiloach, Beis Yaakov, Sod Yesharim e Tiferes Yosef. Correntemente il centro più grande dei Radziner Hasidim si trova a Bnei Brak, in Israele, con la guida di Rabbi Shlomo Yosef Englard di Radzin.

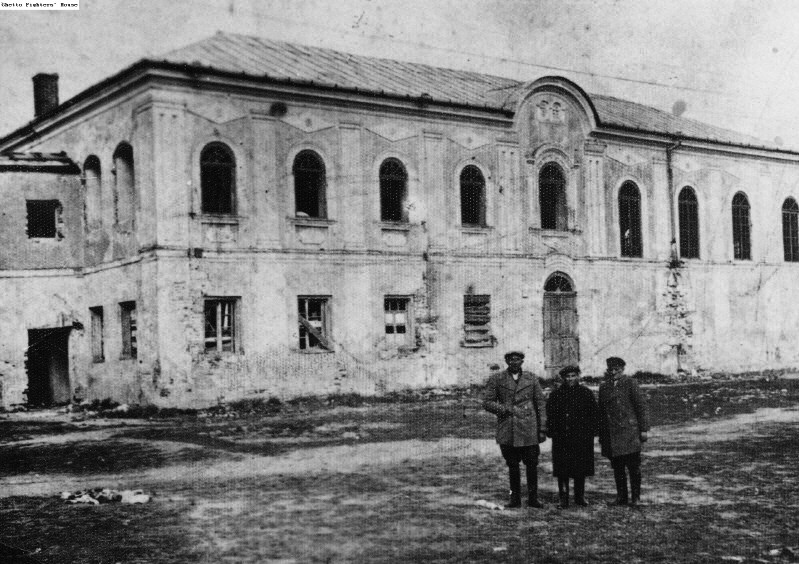
Shul a Izhbitza

- Kotsk - fondata da Rebbe Menachem Mendel Morgenstern di Kotzk, noto col titolo di Kotzker Rebbe. Kotsk è il nome yiddish della cittadina di Kock, nell'odierno Voivodato di Lublino. Il primo rebbe della dinastia Ger, Rabbi Yitzchak Meir Alter, fu un preminente discepolo del Kotzker Rebbe. Dopo la morte del Kotzker, la maggioranza dei suoi chassidim formarono un nucleo della dinastia Ger.
- Kozhnitz - fondata dal Magghid Kozhnitzer, Rebbe Yisroel Hopsztajn. Kozhnitz è il nome yiddish di Kozienice, città della Polonia odierna.
- Kuzmir - fondata da Rebbe Yechezkel Taub. Kuzmir è lo yiddish di Kazimierz Dolny, città del Distretto di Puławy. Il rebbe attuale (2013) è Rabbi Pinchas Moshe Taub, fratello del corrente Rebbe Modzitzer.

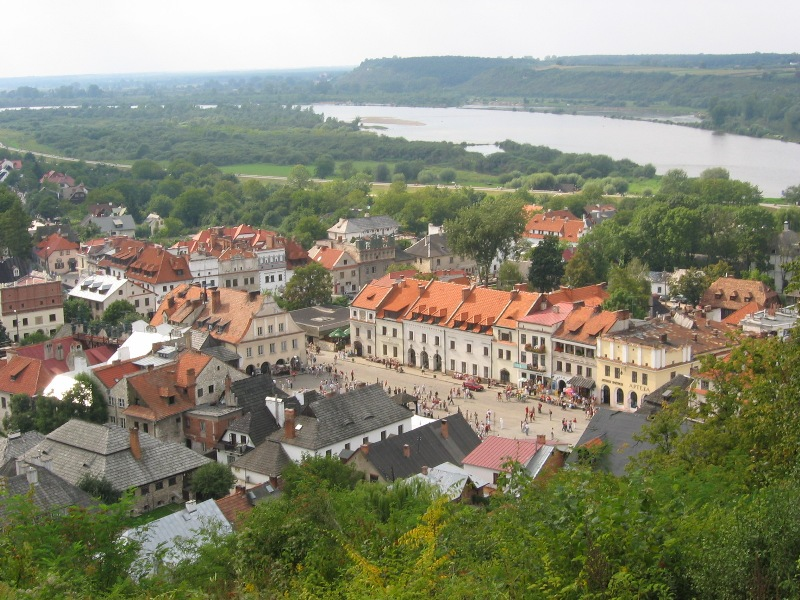
La città di Kuzmir, conosciuta in polacco col nome di Kazimierz Dolny

- Lelov - dinastia che traccia le sue origini a Rabbi Dovid Biderman (1746-1814) di Lelów, cittadina del Distretto di Częstochowa. La dinastia emigrò dalla Polonia a Gerusalemme quando il figlio di Rabbi Dovid, Rabbi Moshe Biderman (1776-1851), si spostò là nell'ultimo anno di vita. Rabbi Moshe Biderman di Lelov era il genero di Rabbi Yaakov Yitzchak Rabinowicz, noto come il "Santo Ebreo di Prshischa". Oggi esistono diversi rebbe Lelover, a Bnei Brak, Gerusalemme e New York.
- Lublin - fondata da Rebbe Yehudo Leib Eiger di Lublino, città della Polonia.
- Modzitz - gruppo di ebrei ortodossi che prende il suo nome da Modrzyce, uno dei sobborghi della città di Dęblin, in Polonia, situata sul fiume Vistola. I rabbini di questa dinastia portano il cognome "Taub". I seguaci sono noti come "Chassidim Modzitzer" e sono attualmente basati a Bnei Brak (Israele) dove vive il loro rebbe, e anche a Gerusalemme. Hanno anche un seguito più ristretto a Brooklyn, Monsey (New York) e Far Rockaway (Queens), Los Angeles e Toronto.
- Novominsk - dinastia con origine a Mińsk Mazowiecki e correntemente basata negli Stati Uniti. È guidata da Rabbi Yaakov Perlow che fa anche le funzioni di Rosh Agudas Yisroel in America: capo spirituale di Agudath Israel d'America e del suo Moetzes Gedolei HaTorah ("Consiglio dei Saggi della Torah").
- Ozharov - gruppo iniziato nel 1827 quando Rabbi Yehudah Leib Epstein, rabbino di Ożarów in Polonia dal 1811, ne assunse la guida. La dinastia Ozerov è nota per la sua profonda cultura ed è annoverata tra le dinastie chassidiche intellettuali. Rabbi Epstein fu discepolo di Yaakov Yitzchak di Lublino (noto come il "Veggente di Lublino" e Santo di Przysucha), di Avraham Yehoshua Heshel di Apt e di Rabbi Myer. Quando Rabbi Myer morì nel 1827, i suoi chassidim chiesero al Rabbi di Ożarów di diventare il loro nuovo rebbe. Rabbi Yehudah Leib accettò con una certa riluttanza, dato che i suoi seguaci già si contavano in migliaia. Si spostò a Opole verso i suoi ultimi anni e morì nel 1837. Fu succeduto da suo figlio, Rabbi Yechiel Chaim Epstein, che a sua volta fu succeduto da suo figlio, Rabbi Arye Yehuda Leib Epstein, autore dell'opera chassidica Birkas Tov, nel 1887. Rabbi Arye Yehuda Leib ebbe sei figli: il Gran rabbino Avraham Shlomo Epstein di Ozharov (1864-1917) (succeduto al padre nel 1913); Rabbi Eliezer Shalom Epstein di Partzev; Rabbi Yoseph Epstein di Josefów; il Gran Rabbino Alter Moshe David Epstein di Ćmielów; Rabbi Yaakov Epstein, Rebbetzin Chava Rabinowicz (moglie del Gran Rabbinoi Yerachmiel Tzvi Rabinowitz della dinastia Biala-Shedlitz; Rebbetzin Feiga Taub (moglie di Rabbi Yaakov Yerachmiel Taub di Radom, fratello di Rabbi Israel Taub di Modzhitz).

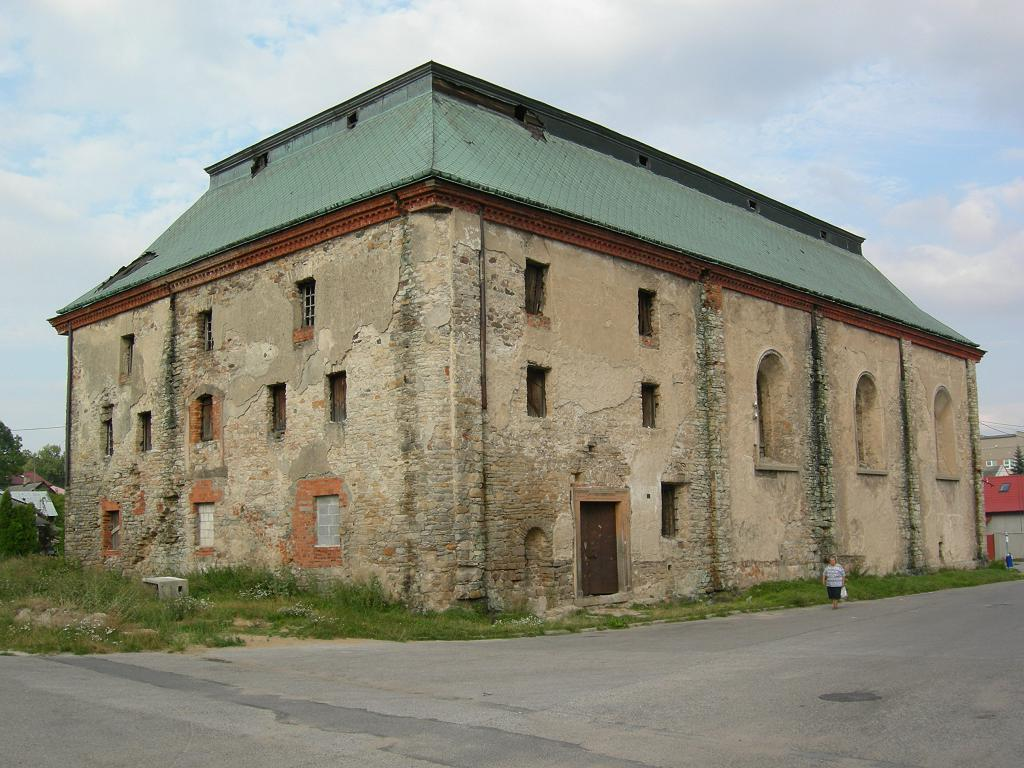
La Grande Sinagoga di Przysucha

- Porisov - fondata da Rebbe Yehoshua Osher Rabinowicz, figlio di Rebbe Yaakov Yitzchak Rabinowicz. Porisov è il nome yiddish di Parysów, città nel Distretto di Garwolin (Polonia).
- Prshischa - fondata da Yaakov Yitzchak Rabinowicz (1766–1813), noto come Yid Hakodosh (yiddish: ייִד הקדוש; ebraico: היהודי הקדוש, HaYehudi HaKadosh, "L'Ebreo Santo"),[12] fondatore della dinastia di Peshischa (yiddish: פשיסחא) a Przysucha, Polonia, che era "uno chassidismo elitistico e razionalistico che si concentrava sullo studio talmudico e faceva da contropeso allo chassidismo taumaturgico di Lublino."[13] Teneva i raduni nella Grande Sinagoga di Przysucha.
- Radomsk (in ebraico רדומסק‎?) - dinastia chiamata col nome yiddish della città di Radomsko nella provincia di Łódź.[14] fondata nel 1843 da Rabbi Shlomo Hakohen Rabinowicz (detto il Tiferes Shlomo), uno dei grandi maestri dello Chassidismo della Polonia del XIX secolo.[15] Suo figlio ed i nipoti successivamente, diressero la dinastia a turno, attraendo migliaia di seguaci. Alla vigilia della seconda guerra mondiale, Radomsk era la terza più grande dinastia chassidica della Polonia, dopo Ger e Alexander.[16]

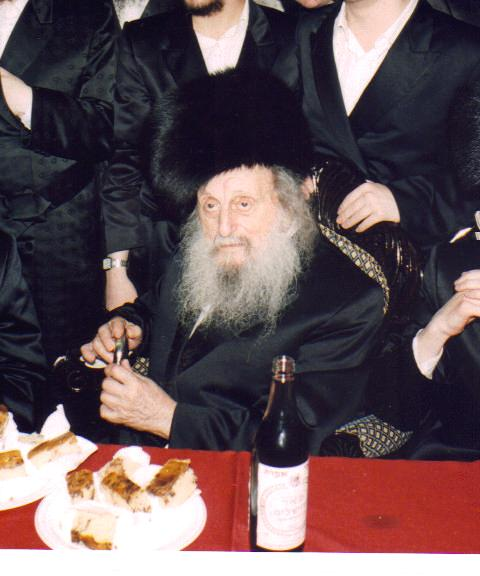
Il Gran rabbino Avrohom Yissochor Englard di Radzin

- Radoshitz - fondata da Rebbe Yisochor Ber Baron (1765–1843) di Radoshitz.[17] La Yeshivah Toras Emes D'radashits prende il nome dalla dinastia Radoshitz. Fu inaugurata nel Tu BiShvat del 2008, su consiglio del rebbe di Tosh, Rabbi Mashilam Fiyesh Levy, ed è attualmente (2013) diretta da Rabbi Yecheskel Yehuda Glickman.[18] La Yeshiva si trova a Monroe, New York.[19]
- Radzin - parte della dinastia Izhbitza-Radzin, il capostipite fu Rabbi Mordechai Yosef Leiner, autore dell'opera Mei Hashiloach, nella città di Izhbitza (Izbica, Polonia). Suo figlio gli succedette, Rabbi Yaakov Leiner di Izhbitza, si trasferì a Radzin. La dinastia quindi è meglio nota come "Dinastia Radziner". Cfr. supra.
- Shedlitz
- Shenitza
- Shidlovtza - connessa con la dinastia Biala e guidata dal Grand Rabbi Wolf Kornreich di Shidlovtze, che è il genero del Gran Rabbino David Mattisyahu Rabinowitz di Biala (cfr. supra). Molto vicino al Gran Rabbino Yechiel Yehoshua Rabinowitz di Biala, ha un numeroso seguito a Gerusalemme.

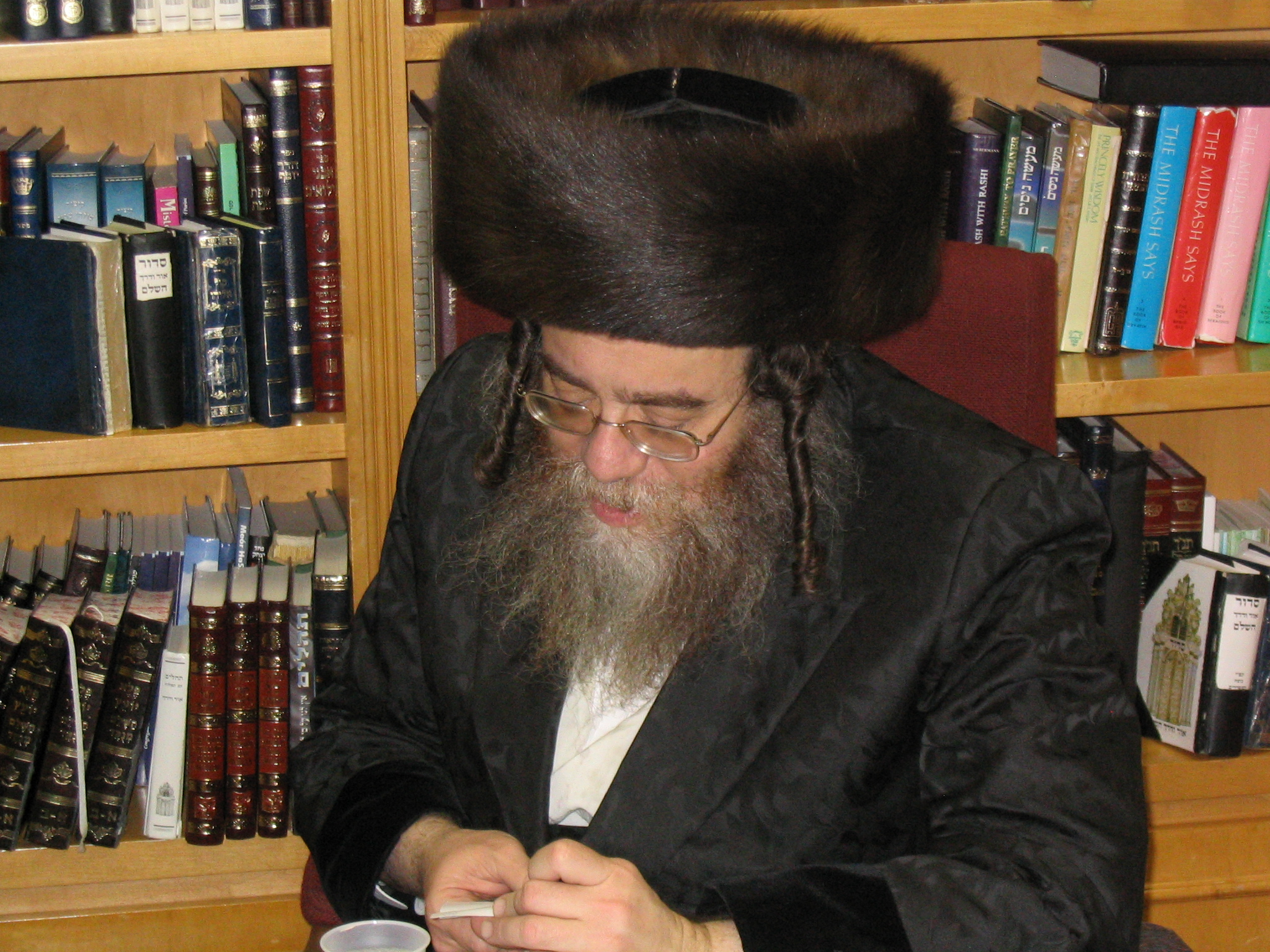
Il Gran Rabbino Wolf Kornreich di Shidlovtza

- Sochatchov (in ebraico סוכטשוב‎?, pronunciato So-cah-ciov) - è una dinastia che ha preso il nome della città d'origine, Sochaczew, situata a 40 chilometri a ovest di Varsavia.[20] nella Polonia centrale. La dinastia era basata a Sochaczew dal 1870 fino al 1915. Dopo la prima guerra mondiale, la dinastia si spostò a Łódź e successivamente in altre città circostanti. Dopo la seconda guerra mondiale si trasferirono tutti in Israele, dove sono tuttora in gran numero.
- Strikov
- Tshenstkhov
- Vurka
- Zychlin - originaria dalla città di Żychlin in Polonia. Il fondatore della dinastia Żychlin fu Rabbi Shmuel Abba, figlio di Reb Zelig.

### Dalla Galizia orientale
- Alesk - fondata da Rebbe Chanoch Henikh Dov Majer e chiamata col nome della cittadina di Alesk, yiddish di Oles'ko nella provincia di Leopoli nell'Ucraina occidentale. Il rebbe era genero del Gran Rabbino Sholom Rokeach della dinastia Belz. Tra le sue opere si annoverano Lev Sameach sulla Torah, il Siddur Lev Sameach e la Hagaddah Lev Sameach. Codificò inoltre gli scritti biblici di suo suocero. L'attuale (2013) rabbino di Alesk, Rabbi Yitzchok Ashkenazi, risiede a Brooklyn (New York). I gran rabbini delle dinastie Sassov, Kaliv, Stanislov, Trisk, Malin e Radomishel sono discendenti della dinastia Alesk.

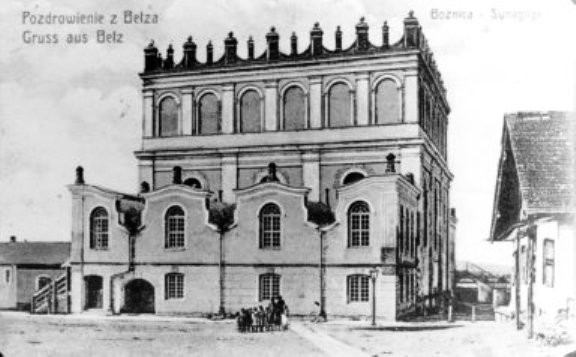
La sinagoga di Belz, inaugurata nel 1843 e distrutta dai nazisti nel 1939

- Belz - col nome della città di Belz nell'Ucraina occidentale, vicino al confine con la Polonia. Belz esisteva già fin dal X secolo, con la comunità ebraica stanziatavi durante il XIV secolo. La città divenne sede dell'Ebraismo chassidico agli inizi del XIX secolo, e prima della seconda guerra mondiale contava 6.100 abitanti, con 3.600 ebrei. Il fondatore della dinastia fu Rabbi Shalom Rokeach, noto anche come il Sar Shulem, che fu nominato rabbino di Belz nel 1817. Contribuì personalmente a costruire la grande e imponente sinagoga, che venne inaugurata nel 1843 e poteva ospitare 5.000 fedeli, con un'ottima acustica. Quando i nazisti invasero Belz alla fine del 1939, questi cercarono di abbatterla prima incendiandola e poi con la dinamite, ma non ci riuscirono; alla fine obbligarono gli ebrei stessi a demolirla, mattone per mattone. Quando Rabbi Shalom morì nel 1855, suo figlio più giovane, Rabbi Yehoshua Rokeach (1855–1894), divenne il nuovo Rebbe e fece prosperare la comunità; gli succedette suo figlio, Rabbi Yissachar Dov Rokeach (I) (1894–1926). La comunità è ora sparsa per il mondo, con importanti sedi in Israele, USA ed Europa.
- Boyan - chiamata col nome del villaggio Boiany nell'Oblast' di Černivci, in Ucraina, risiede correntemente a Gerusalemme, con altre comunità a Betar Illit,[21] Bnei Brak, Londra, Anversa, Brooklyn e Monsey a New York. Boyan è una delle branche della dinastia Ruzhin, insieme alla Bohush, Chortkov, Husiatyn, Sadigura e Shtefanesht.
- Burshtin - dinastia diretta dal Gran Rabbino David Eichenstein, detto il Rebbe Burshteiner. La sinagoga principale si trova a Borough Park, Brooklyn, ma il gruppo si originò da Burshtyn, ora sita in territorio ucraino, precedentemente parte dell'Impero austro-ungarico. Il Gran Rabbino discende da molte rinomate dinastie, tra cui la Zidichov e Stretin e ha scritto parecchi libri sulle storie chassidiche. È discepolo del Gran rabbino Joel Teitelbaum della dinastia Satmar. Suo fratello, il Gran Rabbino Isaac Menachem Eichenstein, è il Rebbe Galanter di Williamsburg, Brooklyn.

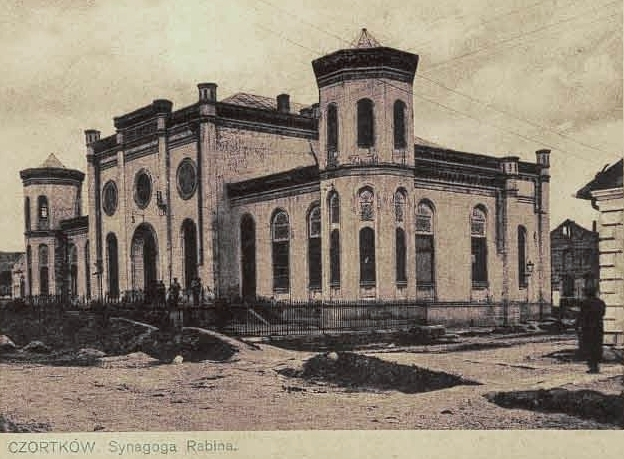
La sinagoga chassidica di Chortkov, nella Polonia prima del 1939

- Chortkov (anche Chortkow, Tshortkov, Czortkow) - originatasi a Chortkov nell'odierna Ucraina. La cittadina faceva parte dell'Oblast' di Ternopil' della Seconda Repubblica di Polonia fino al settembre 1939. Fu fondata nel 1522 dal re polacco Sigismund I il Vecchio. La dinastia Chortov aveva un grande seguito prema della seconda guerra mondiale, ma la maggior parte dei seguaci fu uccisa nell'Olocausto. Chortkov è un ramo della dinastia Ruzhin, insieme alla Bohush, Boyan, Husiatyn, Sadigura e Shtefanesht.
- Drubitsh
- Husiatyn - fondata da un discendente della dinastia Ruzhin e chiamata col nome della cittadina di Husiatyn, nell'Oblast' di Ternopil' in Ucraina. Iniziò col Rebbe Mordechai Shraga Feivish Friedman, il figlio più giovane di Rabbi Israel Friedmann di Rizhin. Reb Mordechai Shraga Feivish aveva solo 16 anni quando suo padre morì e a 30 anni nel 1865 si trasferì a Husiatyn dove formò un numeroso seguito chassidico. Morì nella primavera del 1894 e gli successe suo figlio Reb Yisroel che assunse la posizione di rebbe a Husiatyn fino al 1912. All'inizio della prima guerra mondiale, insieme agli altri rebbe di Rizhin si spostò a Vienna, visitando di quando in quando i suoi chassidim rimasti nella Galizia.
- Kaminka
- Komarno - fondata da Rabbi Aleksander Sender Safrin (nato 1770, morto 28/08/1818) a Komarno, nell'Oblast' di Leopoli (Ucraina).[22] Rabbi Sender era figlio di Rabbi Yitzchak Eisik Eichenstein (1740-1800)[23] nella cittadina di Safrin, da cui si origina il nome della famiglia di Rabbi Sender. Fu discepolo di Yaakov Yitzchak di Lublino e morì all'età di 47 anni di sabato notte, dopo aver passato lo Shabbat con il rinomato Rabbi Moshe Teitelbaum (Yismach Moshe) di Uhel. Yismach Moshe nominò la sua Kehilla per seppellirlo nel suo Ohel (lett. "tenda", tomba) personale a Uhel.
- Kopyczynitz - cfr. dinastia Apt
- Kosov - fondata da Rabbi Menachem Mendel Hager di Kosiv, nell'Oblast' di Ivano-Frankivs'k.
- Kozlov
- Machnovka - (con varie grafie) fa parte del gruppo di famiglie dinastiche Belz e Černobyl'. Prende il nome dal villaggio di Makhnivke nell'Ucraina, dove viveva il suo fondatore Menachem Nachum Twersky. Machnovka è un gruppo chassidico ancora esistente, che ha sopravvissuto lOlocausto e che risiede ora a Bnei Brak, in Israele.

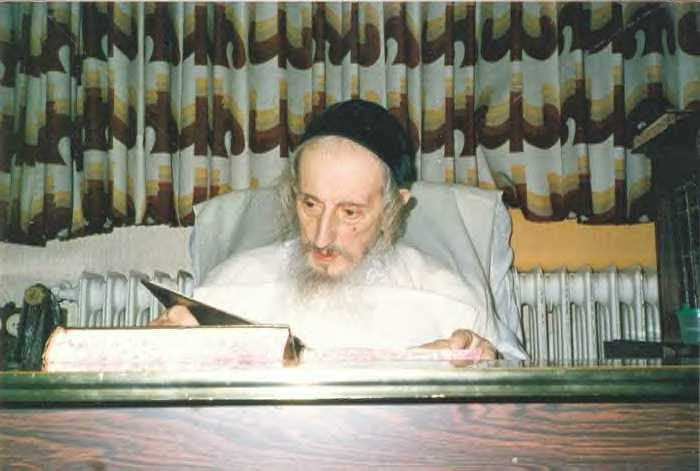
Il Gran Rabbino Abraham Joshua Heshel Twersky di Machnovka

- Makove - primo rabbino fu Judah ben Abraham ha-Levi, che occupò la carica dal 1778 al 1824.
- Monastritshe
- Nadvorna - la dinastia deriva il suo nome dalla cittadina di Nadvorna, nota in ucraino come Nadvirna, nella Galizia orientale. Il suo rabbino più rinomato fu Mordechai Leifer di Nadvorna (figlio di Rabbi Yissachar Dov Ber (Bertche) Leifer di Nadvorna), le cui opere formano il corpus del pensiero chassidico di questo gruppo.[24]
- Premishlan - fondata dal Gran Rabbino Meir Hagadol di Peremyshliany (yiddish: פרעמישלאן, Premishlan), nell'Oblast' di Leopoli.
- Radomishel
- Sadigura - così chiamata dal nome della città di Sadhora (Sadigura in yiddish), nel distretto di Černivci in Bucovina, che apparteneva all'Impero austriaco.[25] La dinastia iniziò nel 1850 con Rabbi Avrohom Yaakov Friedman, figlio di Rabbi Israel Friedman di Ruzhyn e basata a Sadigura fino al 1914. Tra le due guerre mondiali la dinastia fu guidata dai rebbe di Vienna e di Przemyśl (Polonia) e alla vigilia della seconda guerra mondiale si trasferì in Israele dove si trova tuttora.
- Sambur - nome di due separate dinastie: una fondata da Rebbe Moshe Eichenstein di Sambir (Ucraina), fratello di Rabbi Tzvi Hirsh di Zidichov, e l'altra da Rabbi Uri Jolles, della stessa città.
- Sassov - iniziata con Rabbi Moshe Leib Erblich di Sassov (1745–1807), discepolo di Dovber di Mezeritch, discepolo del Baal Shem Tov, fondatore dello Chassidismo.
- Skolye - dal nome della cittadina di Skole (yiddish: Skolye) nella Galizia orientale, dove il fondatore della dinastia visse ed insegnò.
- Skula
- Stanislov - stabilita in una cittadina ucraina ora conosciuta col nome di Ivano-Frankivs'k e precedentemente chiamata Stanisławów, ancora nota in yiddish come Stanislav. I fondatori erano discendenti di Rabbi Chanoch Henoch Dov Mayer, primo Rebbe della dinastia Alesk, genero di Rabbi Sholom Rokeach di Belz (Ucraina). Arrivato a Londra dopo essere sopravvissuto all'Olocausto, Rabbi Meshulem Yisosschor Ashkenasi, nato nel 1905, venne conosciuto come il Rebbe Stanislav-Alesker Rebbe. Era discendente di Tzvi Ashkenazi (Chacham Zvi) e dopo la sua morte il figlio, Rabbi Uri Ashkenasi, divenne lo Stanislaver Rebbe di Londra, rinomato mohel con una scuola Beth midrash a Stamford Hill.

- Stretin

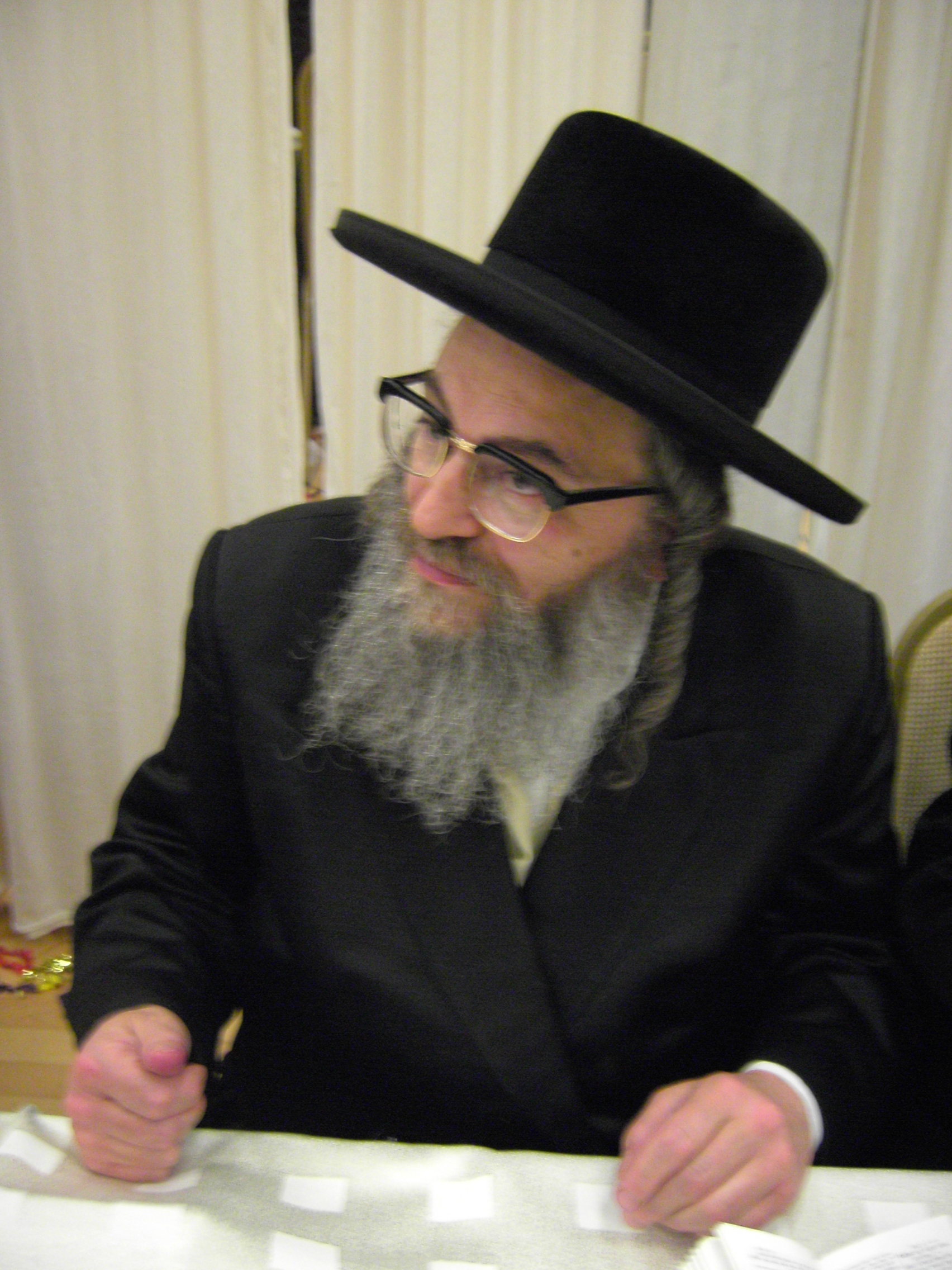
Rabbi Uri Ashkenasi, Stanislover Rebbe di Londra

- Strozhnitz - vedi dinastia Nadvorna.
- Yeruslav
- Zidichov - originatasi da Ziditshoyv (in yiddish, o Zhydachiv in ucraino), nella Galizia centrale e precedentemente parte dell'Impero austro-ungarico, fu fondata da Rebbe Tzvi Hirsh di Zidichov. Attualmente sono pochi i discendenti di questa dinastia, che vivono a Brooklyn, Monticello, New York, Chicago, Baltimora, Londra e Israele.
- Zinkov - vedi dinastia Apt.
- Zlotchiv - fondata da Rebbe Yechiel Michel (m. 1786). Zlotshov è il nome yiddish di Zoločiv, cittadina dell'Ucraina odierna. Rabbi Yechiel Michel Michalovits (di Michalovce) è noto con l'appellativo Zlotshover Rebbe di Netanya. Il corrente rabbino della dinastia, Aharon Pinchas Rabinowitz, è noto con l'appellativo di Rebbe Zlotchover-Ropshitzer di Baltimora.
- Zutchke - vedi dinastia Nadvorna.

### Dalla Galizia occidentale

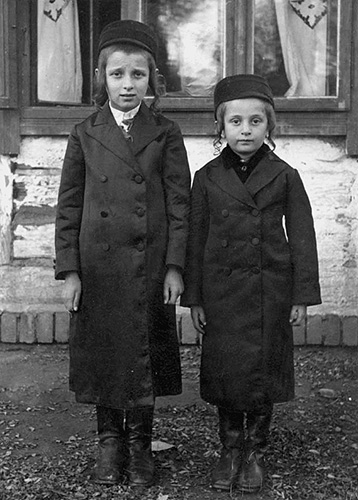
Due bambini ebrei a Błażowa (Bluzhov) nel 1930

- Bluzhov - dinastia estinta nell'Olocausto, tra i suoi fondatori figura Rabbi Tzvi Elimelech Spira di Bluzhov (1841–1924), rinomato Rebbe Bluzhover noto anche come lo Tzvi Latzaddik. La dinastia prese il nome yiddish della cittadina polacca Błażowa (yiddish: בלאזשאוו) nel Distretto di Rzeszów.[26]
- Bobov - (o Chassidismo Bobover) (in ebraico חסידות באבוב‎?) gruppo originatosi a Bobowa, Galizia nella Polonia meridionale e ora stabilitosi nel quartiere di Borough Park a Brooklyn (New York). Bobov ha branche nel settore di Williamsburg a Brooklyn; Monsey, New York; Los Angeles; Miami; Montréal; Toronto; Anversa e Londra. In Israele, Bobov ha nuclei a Gerusalemme, Bnei Brak, Ashdod, l'insediamento di Betar Illit e una sede chiamata Kiryath Bobov a Bat Yam.[27]
- Dinov (yiddish:דינאָוו, in ebraico דינוב‎?) - discende da Rabbi Tzvi Elimelech Spira di Dinov (1783-1841), chiamato anche "il Bnei Yisaschar" dalla sua stimata opera: in ebraico בני יששכר‎? [Bene Yiśaśkhar]. Dinov è il nome yiddish di Dynów, città della Polonia meridionale, nella regione storica della Galizia.[28]
- Dombrov - dinastia fondata da Rebbe Mordechai Dovid Unger (circa 1770-1846). Dombrov è il nome yiddish di Dąbrowa Tarnowska, città nella Polonia odierna.
- Ropshitz (yiddish: ראָפשיץ, in ebraico ראָפשיטץ‎? discendenti di Rabbi Naftali Zvi di Ropshitz (1760–1827).

- Glogov - id.
- Gorlitz - cfr. Sanz
- Grybov - cfr. Sanz

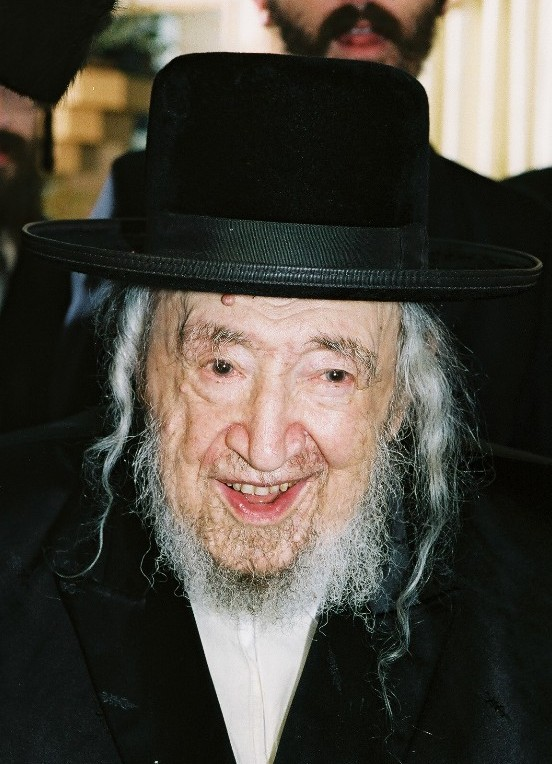
Rabbi Chaim Myer Yechiel Shapira di Narol

- Kshanov, da Chrzanów (Piccola Polonia)
- Lizhensk, fondata da Rebbe Elimelech Weisblum di Lizhensk (1717–1787[29]), da Leżajsk, Polonia
- Melitz, fondata da Rabbi Yaakov Horowitz di Melitz (1784–1836), figlio di Rebbe Naftali Tzvi, fondatore della dinastia Ropshitz.
- Narol, originalmente basata presso il villaggio di Narol (Voivodato della Precarpazia), fu fondata da Rabbi Yaakov Reinman (1778–1814). Ora aBrooklyn, annovera tra i suoi rebbe Chaim Myer Yechiel Shapira di Narol
- Pilzno, ha preso il toponimo della città di Pilzno nella Polonia meridionale. Fu fondata da Rabbi Gershon Adler.

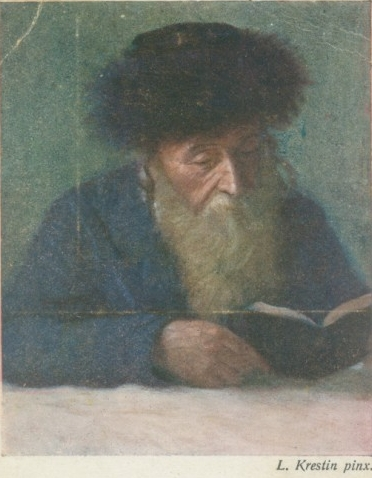
Rabbi Chaim Halberstam

- Pshevorsk, basata ad Anversa, in Belgio, origina dalla città polacca di Przeworsk e ebbe come suo primo rebbe Moshe Yitzchak, figlio di Rabbi Naftoli Elimelech, figlio di Rabbi Avrohom di Gorlice
- Ropshitz, fondata dal succitato Rabbi Naftali Zvi di Ropshitz appunto.
- Sanz, fondata da Rabbi Chaim Halberstam (1793–1876), che fu rabbino di Nowy Sącz ("Sanz", yiddish: צאנז, Tsanz) e autore dell'opera talmudica Divrei Chaim
- Shendishov, cfr. Ropshitz
- Shinova, cfr. Sanz
- Stitshin, cfr. Ropshitz
- Strizov, cfr. Ropshitz
- Tshokava, cfr. Sanz
- Zhmigrod, cfr. Sanz

### Dalla Volinia (Ucraina)

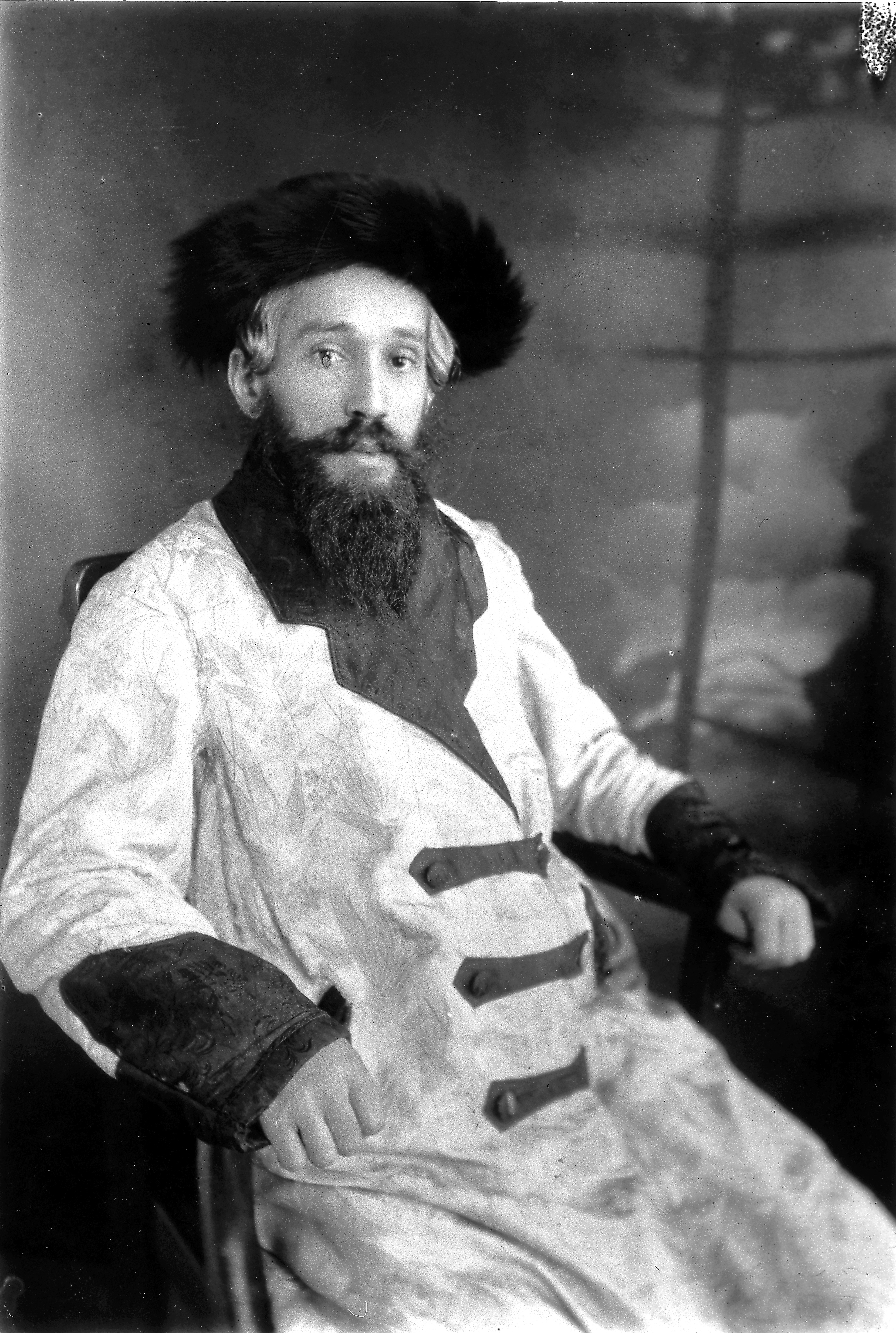
Il Gran Rabbino Yaakov Yisroel Korff della dinastia Zvhil

- Chabad-Avrutsh (da Ovruč, Ucraina)
- Anipoli, da Annopol. Fondata da Rabbi Meshulam Zusha (1718–1800),[30] rinomato tzaddik e fratello di Rebbe Elimelech di Lizhensk (v.s.)
- Kaminka–Miropol o Kaminke, da Kamjanka
- Korets, dalla cittadina di Korets, nell'Oblast' di Rivne
- Lutsk, guidata dal da Gran Rabbi Yochanan Shochet, noto come Loitzker Rebbe,[31] capo della rispettiva comunità chassidica a Gerusalemme. Ha seguaci anche a Toronto e in altre parti del mondo. Suo nonno materno e omonimo fu il Rebbe di Lutsk e dopo l'Olocausto, di Williamsburg Brooklyn
- Sudilkov, da Sudylkiv. Fondata da Moshe Chaim Ephraim (1748-1800), che scrisse un'importante opera chassidica, intitolata Degel Machaneh Ephraim[32]
- Trisk, fondata a Turiisk (rajon dell'Oblast' di Volinia) dal Gran Rabbi Avraham Twersky (1806-1889), figlio di Rabbi Mordechai Twersky di Černobyl'[33]
- Zvhil, fondata da Rabbi Moshe di Zvhil (in Volinia), figlio di Rabbi Yechiel Michl, Magghid (predicatore) di Zlotshev (Zoločiv)

### Dalla Podolia (Ucraina)

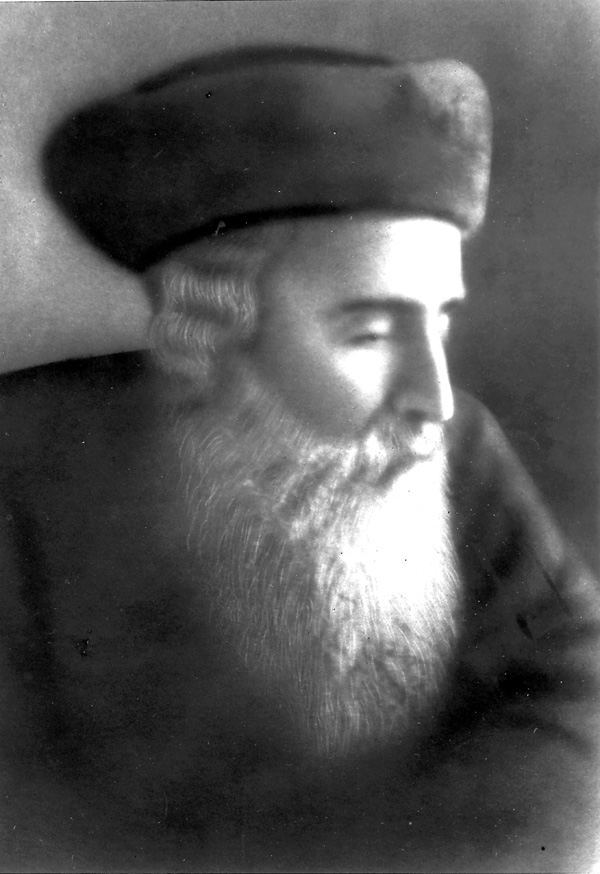
Il Rabbino capo Mordechai di Mezhbizh, ultimo rebbe di Mezhbizh

- Berditchev da Berdyčiv, fondata da Rabbi Levi Yitzchok di Berditchev (1740-1810), rinomato talmudista
- Breslov, fondata dal Rebbe Nachman di Breslov (1772–1810), nipote del famoso Baal Shem Tov, la dinastia si trasferì nel Regno Unito e negli USA ed in Israele per sfuggire al nazismo (vedia anche "Altre", a fine pagina)
- Mezhbizh, da Medžybiž, fu fondata da Rabbi Boruch (1753–1811), uno dei nipoti del Baal Shem Tov, e finì con Rabbi Mordechai. La dinastia proseguì quindi con quella di Zvhil succitata
- Savran, fondata da Rebbe Moshe Zvi Giterman (1775–1837). Savran è una città nell'Oblast' di Odessa
- Shpikov, originatasi a Shpykiv, nell'Oblast' di Vinnycja, la dinastia deriva dalla dinastia Skver, che a sua volta proviene dalla dinastia di Černobyl'. Il primo rebbe della dinastia Shpikov fu Rabbi Menachem Nochum Twersky.

### Dalla Lituania

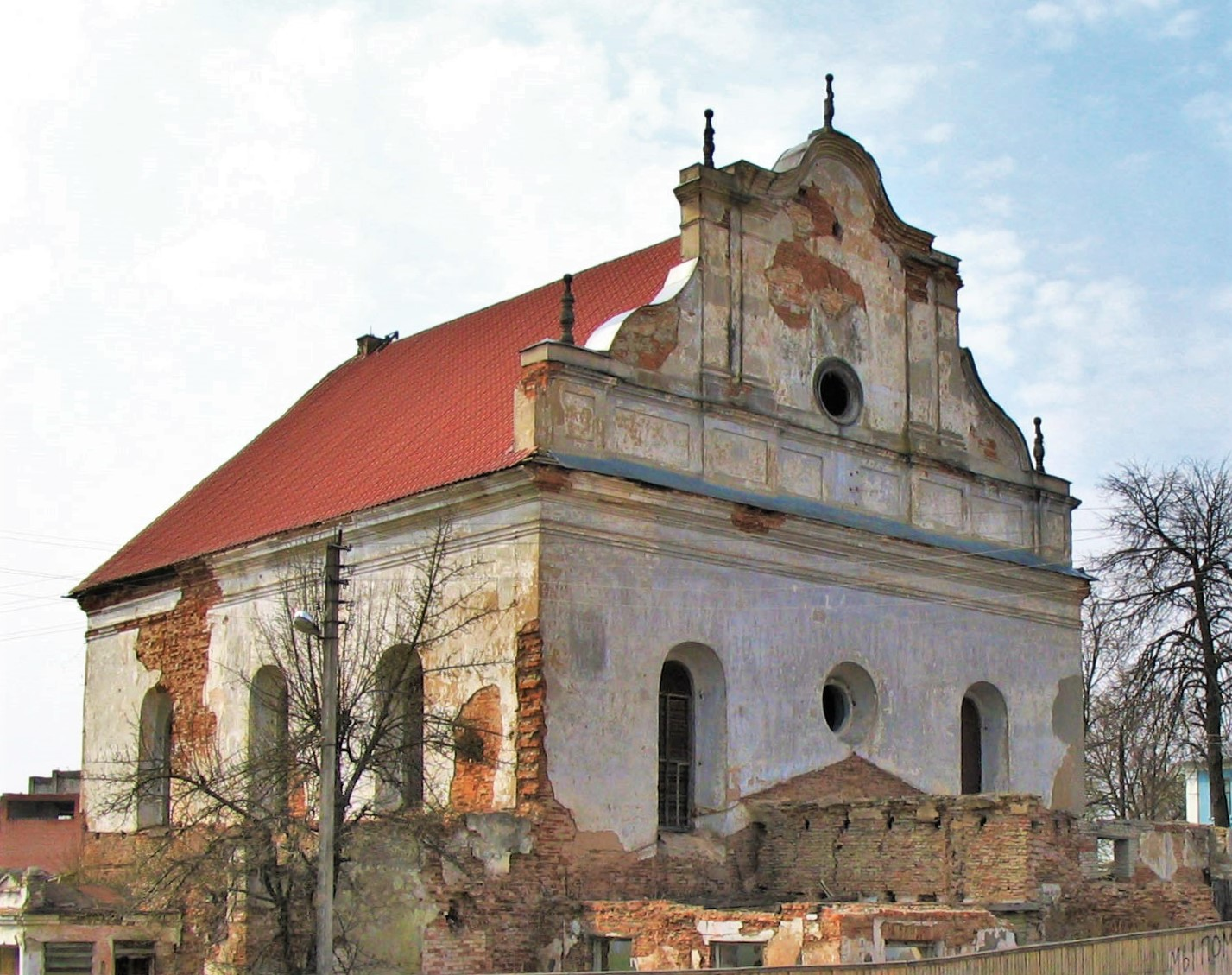
Sinagoga di Slonim

- Kapust, che indica la Dinastia Chassidica Kopuster basata sulla scuola di pensiero e filosofia Chabad.
- Karlin-Stolin, ha origine con Rebbe Aaron ben Jacob (detto anche "Aaron il Grande", 1736–1772) di Karlin, attualmente in Bielorussia. Karlin è un villaggio nei pressi di Pinsk e fu uno dei primi centri chassidici fondato in Lituania
- Slonim (anche Kobrin), dinastia originatasi a Slonim (ora in Bielorussia), fu fondata da Rabbi Avraham Weinberg (1804–1883), autore di Yesod HaAvodah. Quasi tutti i chassidim di questa dinastia perirono nell'Olocausto; i sopravvissuti si ristabilirono in Israele
- Koidanov, fondata da Rabbi Shlomo Chaim Perlow (anche: Solomon Ḥayyim Perlow) nel 1833 nella città di Koidanov (odierna Dzyarzhynsk)

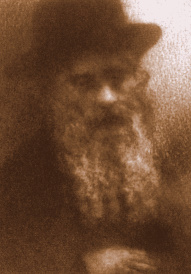
Unica immagine esistente di Rabbi Yitzchok Friedman, dinastia Bohush

- Lechovitsh, cfr. Slonim e Chassidut Slonim
- Neshchiz (anche Nyasvizh), da Nesukhoyezhe
- Pinsk-Karlin, cfr. Karlin-Stolin
- Strashelye, ramificazione Chabad estinta, il suo primo rebbe fu Rabbi Aharon HaLevi Horowitz, studente di Rabbi Shneur Zalman di Liadi (1745-1812)

### Dalla Romania
- Bohush, dinastia che prende il nome dalla città rumena di Buhuși, fu fondata a metà del XIX secolo da Rabbi Yitzchok Friedman (1850-1917), nipote maggiore di Rabbi Israel Friedman di Ruzhyn, ed ivi basata fino al 1951, quando si spostò a Tel Aviv.[35] Nel 1987 il Centro Bohush si è trasferito a Bnei Brak,[36] dove la dinastia è attualmente guidata da Rabbi Yaakov Mendel Friedman, bisnipote del primo rebbe.[37][38]
- Deyzh, da Dej e fondata da Rabbi Yechezkel Panet (1783-1845), autore del Sefer Mareh Yechezkel
- Faltichan, da Fălticeni
- Klausenburg originatasi nella città della Transilvania Cluj-Napoca (già Klausenburg), fu fondata da Rabbi Yekusiel Yehudah Halberstam (1905–1994); tutta la sua famiglia fu uccisa nei campi di concentramento nazisti, insieme a gran parte dei suoi seguaci. Ristabilì la comunità negli USA ed in Israele

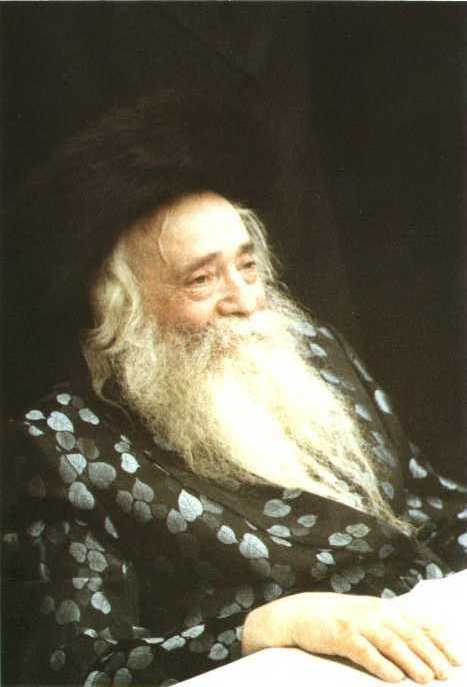
Yekusiel Yehuda Halberstam

- Krula, ramificazione dei rebbe di Spinka, branca Horowitz – capostipite Abraham Abish Horowitz di Kruly, genero del rinomato Rabbi Isaac Weiss (1875-1944) ucciso dai nazisti e autore del Chakal Yitzchak
- Rybnitza, cfr. "Altre"
- Seret, da Siret (Suceava), guidati da Rabbi Mendel Rubin
- Seret-Vizhnitz, da Vyžnycja, fondati da Rabbi Menachem Mendel Hager (1830-1880). Comunità ora stanziata a Bnei Brak (Israele) e New York

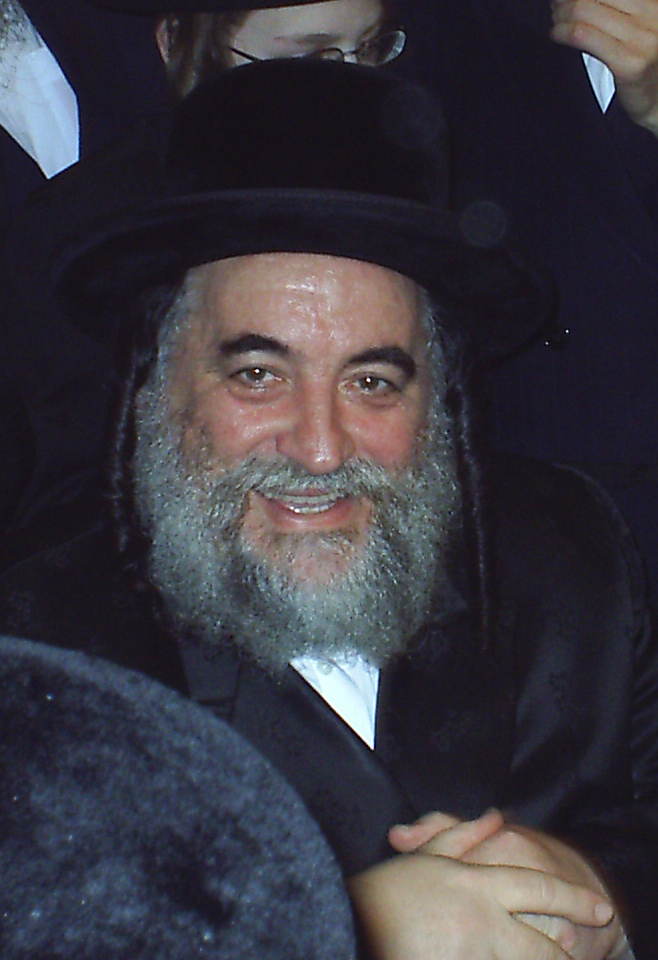
Rabbi Yisroel Hager

- Shotz, da Suceava, fondata da Rabbi Yoel Moscowicz[39]
- Shtefanesht, una delle ramificazioni della dinastia Ruzhiner (q.v.), durò dal 1851 al 1933 ed ebbe solo due rebbe: Rabbi Menachem Nochum Friedman e Rabbi Avrohom Mattisyohu Friedman

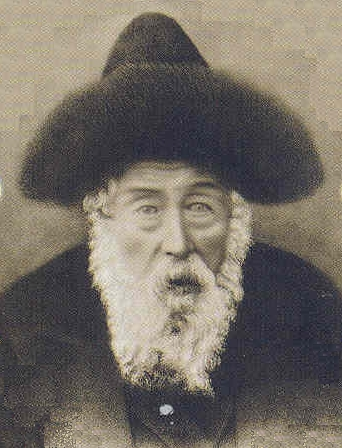
Avraham Mattisyahu Friedman, secondo rebbe di Shtefanesht

- Skulen, fondata da Rav Eliezer Zusia Portugal (1898–1982) a Sculeni, la comunità è ora stanziata a Brooklyn (USA)
- Spinka originatasi a Săpânța (yiddish: Spinka), ubicata nel distretto di Maramureș, fu inizialmente guidata da Rabbi Joseph Meir Weiss (1838-1909),[40] autore dell'opera Imrei Yosef[41]
- Sulitza, da Sulitza (Sulița), guidata dal Gran Rabbino Yaakov Yisrael veYeshurun Rubin (1884-1944), che perì nell'Olocausto[42]
- Vasloi, da Vaslui e fondata da Rabbi Shalom Halpern, nipote di Rabbi Yisroel Friedman di Ruzhyn nell'Impero russo
- Vizhnitz, cfr. Seret-Vizhnitz

### Dall'Ungheria (storica)

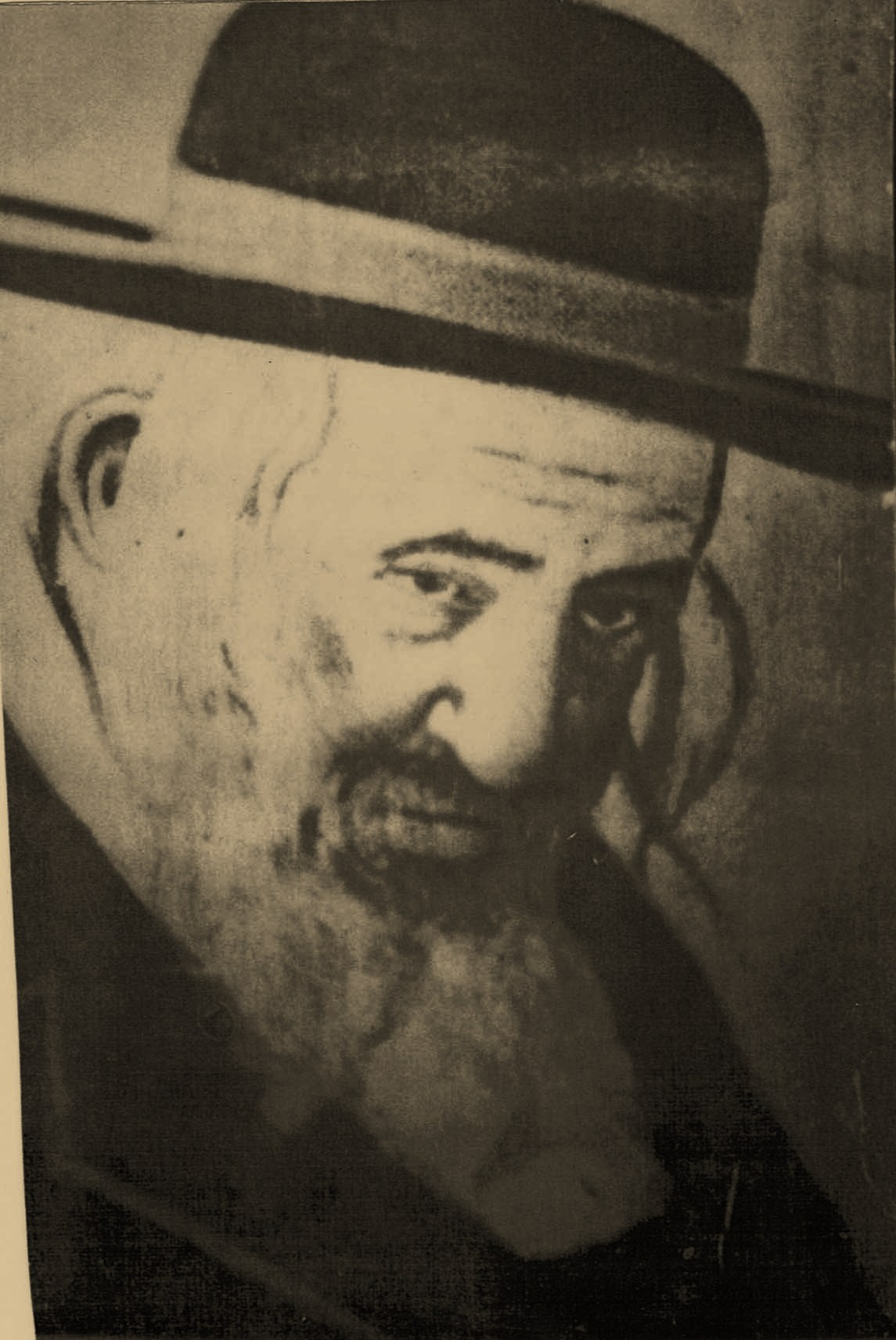
Reb Yeshaya Steiner, dinastia Kerestir

- Beregsaz (o anche Bergsass), fondata da Abraham Alter Pollak (m. 2007 )	a Beregszász (prec. Ungheria, ora Ucraina); ristanziata a El'ad, in Israele
- Chust, da Chust (prec. Ungheria, ora Ucraina)
- Dorog, fondata da Shmuel Frenkel-Komarda, ora stanziata a Bnei Brak (Israele)
- Kaliv, iniziata da Rabbi Yitzchak Isaac Taub (1744-1828) di Nagykálló
- Kashou (o anche Kashau ), fondata da Reb Rafuel Blum (1911–2005) e ora situata negli USA, a Williamsburg, Monsey e Bedford Hills
- Kerestir, fondata da Rebbe Yeshaya Steiner (1852–1925) a Bodrogkeresztúr
- Liske, fondata da Rabbi Tzvi Hirsch Friedman (Frishman) a Olaszliszka
- Mattersdorf, da Mattersburg (prec. Ungheria, ora Austria)
- Munkacs (o anche Munkatch), fondata da Shlomo Spira ("Shem Shlomo") a Munkács, ora a Brooklyn
- Puppa, fondata da Moshe Greenwald a Pápa
- Ratzfert, da Újfehértó
- Sasregen, cfr. Ropshitz
- Satmar, fondata da Yoel Teitelbaum (1887–1979) a Satu Mare
- Stropkov (cfr. Sanz), fondata da Avrohom Sholom Halberstam (1856–1940)
- Tosh, da Nyírtass, ora con varie basi in Nord America, fu fondata dal Gran Rabbino Meshulam Feish Segal-Lowy I di Tosh

### Negli Stati Uniti

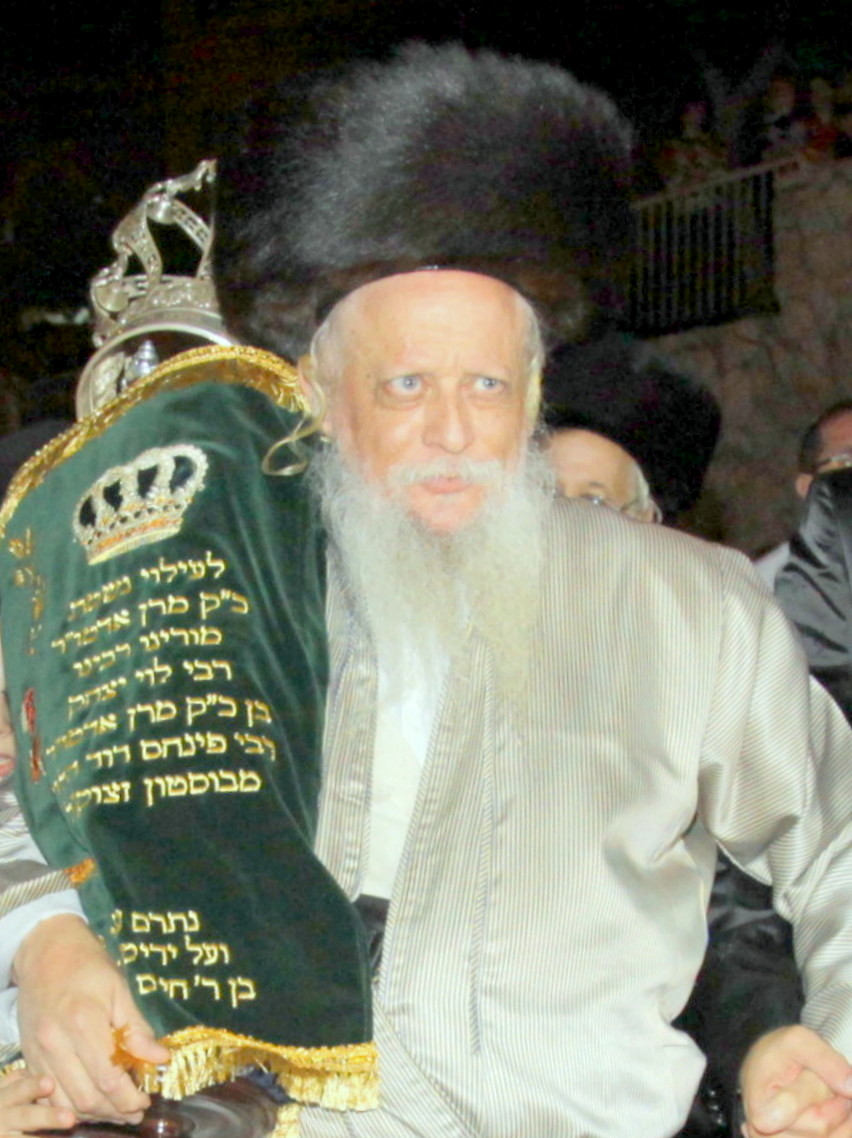
Rabbi Mayer Alter Horowitz di Boston

- Boston, setta chassidica stabilita nel 1915 a Boston da Rabbi Pinchas David Horowitz (1876–1941)
- Cleveland, attualmente con sede a Williamsburg (New York), fu fondata dal Rabbino capo Meir Leifer, scion della dinastia Nadvorna (Oblast' di Ivano-Frankivs'k)
- Milwaukee, ramificazione della dinastia di Černobyl'
- Pittsburgh, fondata nel 1924 da Rabbi Yosef Leifer, proveniente dalla succitata dinastia Nadvorna

### A Gerusalemme

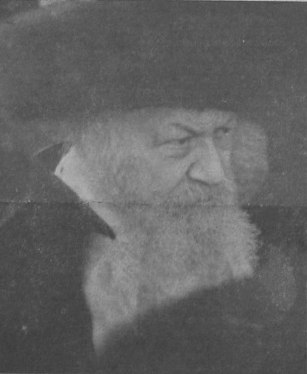
Rabbi Yosef Tzvi Dushinsky

- Dushinsky, fondata da Rabbi Yosef Tzvi Dushinsky, figlio di Rabbi Yisroel Dushinsky, discepolo di Rabbi Simcha Bunim Sofer (Shevet Sofer), uno dei nipoti del venerato Chasam Sofer.
- Erlau, dinastia charedì di origine ungherese, segue gli insegnamenti del succitato Chasam Sofer ed è spesso considerata chassidica. Fondata da Rabbi Yochanan Sofer a Gerusalemme dopo la Seconda Guerra Mondiale continuando il lascito di suo nonno, Rabbi Shimon Sofer, che era Rabbino capo di Erlau e rosh yeshiva locale.
- Shomer Emunim, gruppo basato a Bnei Brak, fu fondato nel XX secolo da Rabbi Arele (Aharon) Roth (1894−1947)[43] e caratterizzato da preghiera fervente e visibilmente emotiva, come anche da un rigido stile di vita in gran parte controllato dai "takanos", o decreti, scritti dal Rebbe. Roth scrisse diversi volumi di letteratura chassidica moderna, tra cui Shomer Emunim (in ebraico שומר אמונים‎?) che contiene il trattato mistico Hitragshut HaNefesh ("Agitazione dell'Anima"), raccolta di omelie su fede, provvidenza, ricompensa e punizione, e linee di guida per un comportamento devozionale teso ad assicurare la redenzione di Israele, scritto in un momento in cui le atrocità naziste dell'Europa orientale stavano diffondendosi nel mondo esterno.[44] Dopo la morte di Roth, il gruppo si è ramificato in due sottogruppi:
- Toldos Aharon, cfr. Shomer Emunim
- Toldos Avrohom Yitzchok, cfr. Shomer Emunim

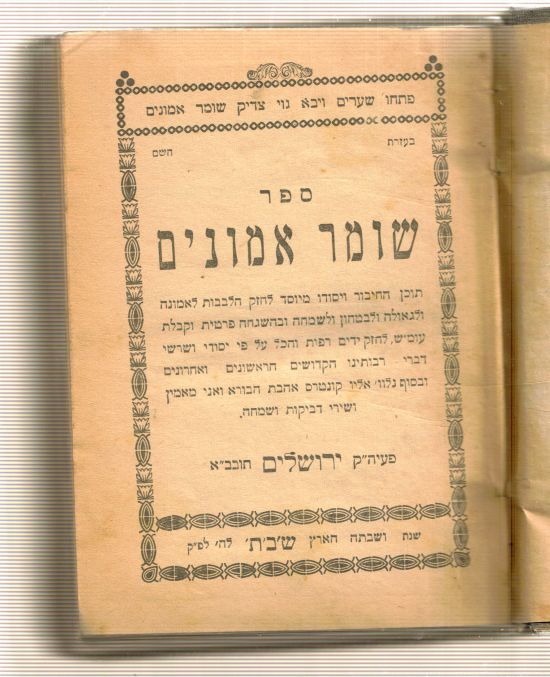
Sefer Shomer Emunim